# Hystrix pumila
El puercoespín filipino (Hystrix pumila), o puercoespín de Palawan, es una especie de roedor de la familia Hystricidae endémica de la isla de Palawan en las Filipinas. Es conocido localmente como durian o landak.
Su población se encuentra estable, pero es perseguido por granjeros locales quienes lo consideran una peste para los cultivos de coco. Se encuentra principalmente en bosques primarios y secundarios en las montañas y en las tierras bajas. No parece tener enemigos naturales. Al igual que con otros puercoespines, su principal defensa son sus espinas. 
Ha sido visto en las islas de Busuanga, Calauit y Coron.